# 발레리 보르조프
발레리 필리포비치 보르조프(우크라이나어: Валерій Пилипович Борзов, 러시아어: Валерий Филиппович Борзов, 1949년 10월 20일 ~ )는 우크라이나의 육상 선수로 1972년 뮌헨 올림픽에 소비에트 연방의 대표로 출전하여 100m와 200m 금메달을 획득하였다.
우크라이나 올림픽 위원회의 회장과 청소년·체육부 장관을 지내기도 하였다.

## 육상 경력
리비우 출신으로 1968년에 육상 경력을 시작한 보르조프는 1971년 헬싱키에서 열린 유럽 선수권 대회에서 100m-200m 우승을 하였으며, 1969년 대회에서 이미 100m를 우승하면서 아르민 하리의 9년 유럽 기록 10.0초를 동등하게 하였다.
1972년 뮌헨 올림픽에서 미국의 우승 후보 선수 에디 하트와 레이 로빈슨이 예선 시작 시간에 대하여 착각하면서 100m 준준결승전을 놓치자, 보르조프는 100m 결승전에서 눈부신 승리를 거두었다.
200m에서도 위대한 스타일로 우승하였으나, 400m 릴레이에서는 하트가 최종주자로 나간 미국 팀에 밀려 2위로 오고 말았다.
1972년과 1976년 올림픽 사이에 보르조프는 자신의 공부와 축구에 더 많은 시간을 보냈다. 1974년 유럽 선수권 100m 3연승을 하였고, 몬트리올 올림픽에서는 근육 부상으로 인하여 100m와 릴레이에서 2개의 동메달로 그쳤다.
1979년 육상 경력을 마치고, 체조 선수 류드밀라 투리셰바와 결혼하였다.

## 정치 경력
1991년부터 1998년까지 우크라이나 올림픽 위원회 회장을 지내면서, 1994년 이래 IOC의 위원으로 있었다.
청소년·체육부 장관(1991~97)을 거쳐 우크라이나 국회의 의원을 지내왔는 데, 우크라이나 국민 운동당(1998), 개혁 중심당(1998~99), 전우크라이나 연합 "조국"당(1999~2001), 우크라이나 사회 민주당(2001년 이래)에서 활동하였다.